# W.H.R.R. Giedde
Werner Hans Rudolph Rosenkrantz Giedde (født 4. oktober 1756; død 1816) var en dansk embedsmand, amatørfløjtenist, komponist og musiksamler. Hans navn skrives også W.H.R.R. Gjedde.
Hans karriere ved hoffet startede med ansættelse som page ved enkedronning Juliane Maries hof. Han avancerede til kammerpage og kammerjunker for at blive udnævnt til kammerherre i 1785. Han var med i den kommission, som nedsattes i august 1784 for at reorganisere Det Kongelige Kapel, og han var med til at foreslå indkaldelsen af J.G. Naumann som kapelmester. I årene 1791-1793 var han administrativ chef for Det Kongelige Kapel. Hans journal om arbejdet er bevaret, og her fortæller han om både økonomiske problemer og en vis udfordring i at sikre en høj moral blandt de ansatte. Giedde gik i høj grad op i arbejdet som kapellets chef, udarbejdede en ny instruks og sørgede for, at orkestret fik nogle faste klarinettister. Blandt hans andre aktiviteter var ordningen af Hofmusikarkivet på Christiansborg Slot. Imidlertid brændte slottet i 1794 og en stor del af musikarkivet gik tabt. 

## Gieddes samling
Hans egne musiksamling omfatter overvejende værker fra 1700-tallet for fløjte, både trykte og i manuskript, som efter hans død overgik til Hofmusikarkivet. Samlingen indeholder 1.230 værker, hvoraf de 665 er trykt, og den afspejler klart samlerens samtid. Der er værker af omtrent 170 komponister som f.eks. Anton Stamitz, Carl Stamitz, Ignaz Holzbauer, Christian Cannabich, Domenico Cimarosa, Giovanni Battista Pergolesi, Niccolò Piccinni, Nicola Antonio Porpora, Giuseppe Sarti, Johann Adolph Hasse,og Georg Philipp Telemann.
Samlingen har også en række uidentificerede værker, hovedsageligt koncerter. En del af værkerne – også de trykte – er unika eller forholdsvis sjældne. I 1780erne deltog han i de københavnske musikalske selskabers aktiviteter, f.eks. Det Harmoniske Selskab og Det Kongelige Musikalske Akademi. Her fik han endda opført en af sine få egne kompositioner Tonekunstens Lov. Samtidig finder man hans navn i flere udenlandske musikforlags subskriptionslister.
Omkring 2000 begyndte en digitalisering af samlingen, så man nu kan se alle noderne via Det Kongelige Biblioteks internetsider.

## Musik
- Ung Grethe / En Romance af Frederik Høeg Guldberg; sat i Musik og indrettet for Klaveret af Kammerherre Gjedde (1798)
- 12 angloiser for clavecin (1783)
- Tonekunstens Lov
- sange og salmer